# Południowa Afryka na Zimowych Igrzyskach Olimpijskich 1994
Południowa Afryka na Zimowych Igrzyskach Olimpijskich 1994 wystartowała po raz drugi w historii zimowych olimpiad. Reprezentacja Południowej Afryki na tych igrzyskach składała się z zaledwie 2 zawodników - 1 mężczyzny i 1 kobiety. Żadnemu ze sportowców nie udało się zdobyć medalu.

## Rezultaty

### Łyżwiarstwo figurowe
- Dino Quattrocecere - z wynikiem 35.5 pkt zajął 24. miejsce wśród solistów

### Short track
- Cindy Meyer - 29. miejsce w wyścigu na 500 m i 23. pozycja na 1000 m kobiet